# Ennio Morricone
Ennio Morricone (n. 10 noiembrie 1928, Roma, Regatul Italiei – d. 6 iulie 2020, Roma, Italia) a fost un compozitor și dirijor italian. El a compus muzica pentru mai mult de 500 de filme și seriale. Deși doar 30 din coloanele sale sonore sunt pentru filme western, acestea sunt cele mai celebre. Stilul de compoziție a lui Morricone este cunoscut mai ales în westernurile „spaghetti” (The Good, The Bad and the Ugly și Once Upon A Time In The West (Cel bun, cel rău, cel urât și A fost odată în vest), ambele regizate de Sergio Leone). În 2007 a primit premiul de onoare pentru întreaga carieră al Academiei Americane de Film, fiind al doilea compozitor de muzică de film care primește acest premiu (după Alex North).

## Biografie
Morricone s-a născut în Roma și a urmat cursurile la Conservatorul Santa Cecilia din Roma, învățând să cânte la trompetă și studiind compoziția cu Goffredo Petrassi. La început, el a dorit să compună muzică clasică modernă, dar acest lucru s-a schimbat când a fost invitat să realizeze aranjamente pentru melodii italiane, ceva total neobișnuit pentru el la acea vreme.
În 1956 s-a căsătorit cu Maria Travia. A început să compună muzică de film în 1962 dar a continuat să lucreze în compoziția clasică și aranjamente. În 1964 a început celebra sa colaborare cu regizorul Sergio Leone și Bernardo Bertolucci. Pentru Leone a scris muzica din filmul A Fistful of Dollars (Pentru un pumn de dolari) și a continuat cu o serie de „westernuri spaghetti”. Până în 1968 a compus 20 de coloane sonore. Colaborarea sa cu Leone a fost una din cele mai durabile colaborări dintre un regizor și un compozitor. A scris muzica pentru toate filmele lui Leone, de la A Fistful of Dollars la Once Upon A Time In America (A fost odată în America).

## Coloane sonore
1961
- Alla scoperta dell'America - tv - (Sergio Giordani)
- Il federale (Luciano Salce)
- Verrò (scurtmetraj)
- Vicino al ciel (scurtmetraj)

1962
- Diciottenni al sole (Camillo Mastrocinque)
- I motorizzati (Camillo Mastrocinque)
- La cuccagna (Luciano Salce)
- La voglia matta (Luciano Salce)

1963
- Duello nel Texas (Riccardo Blasco)
- I basilischi (Lina Wertmüller)
- Il successo (Dino Risi)
- Le monachine (Luciano Salce)

1964
- E la donna creò l'uomo (Camillo Mastrocinque)
- El Greco (Luciano Salce)
- I due evasi di Sing Sing (Lucio Fulci)
- I malamondo (Paolo Cavara)
- I maniaci (Lucio Fulci)
- I marziani hanno dodici mani (Franco Castellano & Giuseppe Moccia)
- In ginocchio da te (Ettore Fizzarotti)
- Le pistole non discutono (Mario Caiano)
- Per un pugno di dollari / A fistful of dollars (Sergio Leone)
- Prima della rivoluzione (Bernardo Bertolucci)
- The Bible (John Houston)

1965
- Agent 505: Todesfalle Beirut (Manfred R. Kohler)
- Agente 077: Missione Bloody Mary (Terence Hathaway)
- Altissima pressione (Enzo Trapani)
- Gli amanti d'oltre tomba (Mario Caiano)
- I pugni in tasca (Marco Bellocchio)
- Idoli controluce (Enzo Battaglia)
- Il ritorno di Ringo (Duccio Tessari)
- La battaglia di Algeri / Battle of Algiers (Gillo Pontecorvo)
- Menage all'italiana (Franco Indovina)
- Non son degno di te (Ettore Fizzarotti)
- Per qualche dollaro in più / For a few dollars more (Sergio Leone)
- Se non avessi più te (Ettore Fizzarotti)
- Sette pistole per i MacGregor (Franco Giraldi)
- Slalom (Luciano Salce)
- Thrilling (Carlo Lizzani, Gian Luigi Polidori, Ettore Scola)
- Uccellacci e uccellini (Pier Paolo Pasolini)
- Una pistola per Ringo (Duccio Tessari)
- Un uomo a metà (Vittorio de Seta)

1966
- Come imparai ad amare le donne (Luciano Salce)
- I crudeli (Sergio Corbucci)
- Il Buono , il brutto e il cattivo / The good, the bad and the ugly (Sergio Leone)
- L'avventuriero (Terence Young)
- La ragazza e il generale (Pasquale Festa Campanile)
- Le streghe (Episode: La Terra vista dalla Luna)
- Matchless (Alberto Lattuada)
- Mi vedrai tornare (Ettore Fizzarotti)
- Navajo Joe (Sergio Corbucci)
- Sette donne per i MacGregor (Franco Giraldi)
- Svegliati e uccidi (Carlo Lizzani)
- Un fiume di dollari (Carlo Lizzani)

1967
- Ad ogni costo (Giuliano Montaldo)
- Arabella (Mauro Bolognini)
- Da uomo a uomo (Giulio Petroni)
- Dalle ardenne all'inferno (Alberto de Martino)
- Diabolik (Mario Bava)
- Escalation (Roberto Faenza)
- Faccia a faccia (Sergio Sollima)
- Grazie zia (Salvatore Samperi)
- Il giardino delle delizie (Silvano Agosti)
- L'harem (Marco Ferreri)
- La Cina è vicina (Marco Bellocchio)
- La resa dei conti (Sergio Sollima)
- O.K. Connery (Alberto de Martino)

1968
- C'era una volta il West / Once Upon a Time in the West (Sergio Leone)
- Comandamenti per un gangster (Alfio Caltabiano)
- Corri uomo corri (Sergio Sollima)
- Cuore di mamma (Salvatore Sollima)
- E per tetto un cielo di stelle (Giulio Petroni)
- Eat it (Francesco Casaretti)
- Ecce Homo (Bruno Alberto Gaburro)
- Fraulein Doktor (Alberto Lattuada)
- Galileo (Liliana Cavani)
- Gun's for San Sebastian (Henri Verneuil)
- H2S (Roberto Faenza)
- Il grande silenzio (Sergio Corbucci)
- Il mercenario (Sergio Corbucci)
- L'alibi (Adolfo Celi, Vittorio Gassmann, Luciano Lucignani)
- La monaca di Monza (Eriprando Visconti)
- The red tent (Mikhail Kalatozov)
- Metti, una sera a cena (Giuseppe Patroni Griffi)
- Partner (Bernardo Bertolucci)
- Roma come Chicago (Alberto Martino)
- Ruba al prossimo tuo (Francesco Maselli)
- Scusi, facciamo l'amore (Vittorio Caprioli)
- Teorema (Pier Paolo Pasolini)
- Tepepa (Giulio Petroni)
- Un bellissimo novembre (Mauro Bolognini)
- Un tranquillo posto della campagna (Elio Petri)
- Vergogna schifosi (Mauro Severino)

1969
- Giotto - tv documentary - (Luciano Emmer)
- Gott mit uns (Giuliano Montaldo)
- I cannibali (Liliana Cavani)
- Indagine su un cittadino al di sopra di ogni sospetto (Elio Petri)
- L'assoluto naturale (Mauro Bolognini)
- L'uccello dalle piume di cristallo (Dario Argento)
- La donna invisibile (Paolo Spinola)
- La stagione dei sensi (Massimo Franciosa)
- Le clan dei siciliani (Henri Verneuil)
- Metello (Mauro Bolognini)
- Queimada (Gillo Pontecorvo)
- Sai cosa faceva Stalin alle donne? (Maurizio Rivelani)
- Senza sapere niente di lei (Luigi Comencini)
- Uccidete il vitello grasso e arrostitelo (Salvatore Samperi)
- Un esercito di 5 uomini (Don Taylor)
- Una breve stagione (Renato Castellani)

1970
- Città violenta (Sergio Sollima)
- Giochi particolari (Franco Indovina)
- Hornet's Nest (Phil Karlson)
- La califfa (Alberto Bevilacqua)
- La moglie più bella (Damiano Damiani)
- Le foto proibite di una signora perbene (Luciano Ercoli)
- Quando le donne avevano la coda (Pasquale Festa Campanile)
- The Men from Shiloh - tv - (Burt Kennedy)
- Two mules from sister Sara (Don Siegel)
- Vamos a matar, companeros (Sergio Corbucci)

1971
- Addio fratello crudele (Giuseppe Patroni Griffi)
- Correva l'anno di grazia 1870 (film) / Tre donne - tv version - (Alfredo Giannetti)
- Forza G (Duccio Tessari)
- Giornata nera per l'ariete (Luigi Bazzoni)
- Giù la Testa / A fistful of dymite (Sergio Leone)
- Gli occhi freddi della paura (Enzo G. Castellani)
- Il gatto a nove code (Dario Argento)
- L'incontro (Piero Schivazappa)
- L'istruttoria è chiusa: dimentichi (Damiano Damiani)
- La classe operaia va in Paradiso (Elio Petri)
- La corta notte delle bambole di vetro (Aldo Lado)
- La tarantola dal ventre nero (Paolo Cavara)
- Le casse (Henri Verneuil)
- Lui per lei (Claudio Rispoli)
- Maddalena (Jerzy Kawalerowicz)
- Mio caro assassino (Tonino Valeri)
- Oceano (Folco Quilici)
- Quattro mosche di velluto grigio (Dario Argento)
- Sacco e Vanzetti (Giuliano Montaldo)
- Sans mobile apparant (Philippe Labro)
- Tre nel mille (film) / Storie dell'anno 1000 (tv) (Franco Indovina)
- Una lucertola con la pelle di donna (Lucio Fulci)
- Veruschka (Franco Rubratelli)

1972
- Anche se volessi lavorare, che faccio? (Flavio Mogherini)
- Bluebeard (Edward Dmy)
- Che c'entriamo noi con la rivoluzione? (Sergio Corbucci)
- Chi l'ha vista morire? (Aldo Lado)
- Cosa avete fatto a Solange? (Massimo Dallamano)
- D'amore si muore (Carlo Carnuchio)
- I bambini ci chiedono perché (Nino Zanchin)
- Il diavolo nel cervello (Sergio Sollima)
- Il maestro e Margherita (Aleksander Petrovic)
- Imputazione di omicidio per uno studente (Mauro Bolognini)
- L'attentat (Yves Boisset)
- L'Italia vista dal cielo - Episode: Sardegna (tv) (Folco Quilici)
- L'ultimo uomo di Sara (Virginia Onorato)
- L'uomo e la magia - tv documentary - (Sergio Giordani)
- La banda J & S: cronaca criminale del Far West (Sergio Corbucci)
- La cosa buffa (Aldo Lado)
- La proprietà non è più un furto (Elio Petri)
- La vita a volte è molto dura, vero provvidenza? (Giulio Petroni)
- Le due stagioni della vita (Samy Pavel)
- Quando l'amore è sensualità (Vittorio de Sisti)
- Quando la preda è l'uomo (Vittorio de Sisti)
- Questa specie d'amore (Alberto Bevilacqua)
- Un uomo da rispettare (Michele Lupo)
- Violenza: quinto potere (Florestano Vancini)

1973
- Ci risiamo: vero provvidenza? (Alberto de Martino)
- Crescete e moltiplicatevi (Giulio Petroni)
- Giordano Bruno (Giuliano Montaldo)
- My name is nobody (Tonino Valeri)
- Il sorriso del grand etentatore (Damiano Damiani)
- Le serpent (Henri Verneuil)
- Libera amore mio (Mauro Bolognini)
- Rappresaglia (George Pan Cosmatos)
- Revolver (Sergio Sollima)
- Sepolta viva (Aldo Lado)

1974
- Allosanfan (Paolo & Vittorio Taviani)
- Fatti di gente perbene (Mauro Bolognini)
- Arabian Nights (Pier Paolo Pasolini)
- Il giro del mondo degli innamorati di Peynet (Cesare Perfetto)
- L'anticristo (Alberto de Martino)
- La cugina (Aldo Lado)
- La faille (Peter Fleischmann)
- Le secret (Robert Enrico)
- Le trio infernal (Francis Girod)
- Leonor (Juan Bunuel)
- Milano odia: la polizia non può sparare (Umberto Lenzi)
- Mosè - serial TV - (Gianfranco de Bosio)
- Mussolini, ultimo atto (Carlo Lizzani)
- Sesso in confessionale (Vittorio de Sisti)
- Spasmo (Umberto Lenzi)
- Spazio 1999 - tv - (Lee H. Katzin)

1975
- Attenti al buffone (Alberto Bevilacqua)
- Der Richter und sein Henker (Maximilian Schell)
- Divina creatura (Giuseppe Patroni Griffi)
- Gente di rispetto (Luigi Zampa)
- L'ultimo treno della notte (Aldo Lado)
- La donna della domenica (Luigi Comencini)
- Labbra di lurido blu (Giulio Petroni)
- Macchie solari (Armando Crispino)
- Per le antiche scale (Mauro Bolognini)
- Peur sur la ville (Henri Verneuil)
- Salò o le 120 giornate di Sodoma (Pier Paolo Pasolini)
- Storie di vita e malavita (Carlo Lizzani)
- The Human Factor (Edward Dmytryck)
- Un genio, due compari, un pollo (Damiano Damiani)

1976
- Il deserto dei Tartari (Valerio Zurlini)
- L'Agnese va a morire (Giuliano Montaldo)
- L'eredità Ferramonti (Mauro Bolognini)
- Le Ricain (Jean Marie Pallardy)
- Novecento (Bernardo Bertolucci)
- Per amore (Mino Giarda)
- Renè la Canne (Francis Girod)
- San Babila ore 20: un delitto inutile (Carlo Lizzani)
- Todo Modo (Elio Petri)
- Una vita venduta (Aldo Florio)

1977
- Autostop rosso sangue (Pasquale Festa Campanile)
- Drammi gotici - serial TV - (Giorgio Bandini)
- Exorcist II: The Heretic (John Boorman)
- Forza Italia (Roberto Faenza)
- Holocaust 2000 (Alberto de Martino)
- Il gatto (Luigi Comencini)
- Il mostro (Luigi Zampa)
- Il prefetto di ferro (Pasquale Squitieri)
- Orca...Killer Whale (Michael Anderson)
- Stato interessante (Sergio Nascal)

1978
- 122 Rue de Provence (Christian Gion)
- Corleone (Pasquale Squitieri)
- Così come sei (Alberto Lattuada)
- Days of Heaven (Terrence Mallick)
- Dove vai in vacanza? - Episode: Sarò tutta per te (Mauro Bolognini)
- Il prigioniero - serial TV - (Aldo Lado)
- L'immoralità (Massimo Pirri)
- L'umanoide (Aldo Lado)
- La Cage aux Folles (Edouard Molinaro)
- Le mani sporche (Elio Petri)
- Noi Lazzaroni - serial TV - (Giorgio Pelloni)
- Viaggio con Anita (Mario Monicelli)

1979
- Bloodline (Terence Young)
- Buone notizie (Elio Petri)
- Dedicato al mare Egeo (Masuo Ikedal)
- Dietro il processo - Episodes: Il caso Pasolini, Il caso Montesi (Franco Biancacci)
- I....come Icare (Henri Verneuil)
- Il giocattolo (Giuliano Montaldo)
- Il prato (Paolo & Vittorio Taviani)
- Invito allo sport - tv documentary - (Folco Quilici)
- La Luna (Bernardo Bertolucci)
- Ogro (Gillo Pontecorvo)
- Orient Express - serial TV - (Daniele D'Anzi, Marcel Moussy, Bruno Gantillon) Professione figlio (Stefano Rolla)

1980
- Il bandito dagli occhi azzurri (Alfredo Giannetti)
- Il ladrone (Pasquale Festa Campanile)
- Il pianeta d'acqua - tv documentary - (Carlo Alberto Pinelli)
- La banquiere (Francis Girod)
- La Cage aux Folles II (Edouard Molinaro)
- La storia vera della signora delle camelie (Mauro Bolognini)
- Si salvi chi vuole (Roberto Faenza)
- Stark System (Armenia Balducci)
- The Island (Michael Ritchie)
- Un sacco bello (Carlo Verdone)
- Uomini e no (Valentino Orsini)
- Windows (Gordon Willis)

1981
- Bianco, rosso e Verdone (Carlo Verdone)
- Butterfly (Matt Cimber)
- La disubbidienza (Aldo Lado)
- La tragedia di un uomo ridicolo (Bernardo Bertolucci)
- Le professionnel (Georges Lautner)
- Occhio alla penna (Michele Lupo)
- So Fine (Andrew Bergman)

1982
- Copkiller (Roberto Faenza)
- Espion lève-toi (Yves Boisset)
- Întâlnirea (Sergiu Nicolaescu)
- Le ruffian (Josè Giovanni)
- Marco Polo - serial TV - (Giuliano Montaldo)
- The Link (Alberto de Martino)
- La cosa / The Thing (John Carpenter)
- Treasure of the four Crowns (Ferdinando Baldi)
- Cane Bianco / White Dog (Samuel Fuller)

1983
- A Time to Die (Matt Cimber)
- Hundra (Matt Cimber)
- La chiave (Tinto Brass)
- Le marginal (Jacques Deray)
- Les voulers de la nuit (Samuel Fuller)
- Nana (Dan Wolman)
- Sahara (Andrew L. McLagen)
- The scarlet and the Black - tv - (Jerry London)

1984
- Don't kill God (Jacqueline Manzano)
- C'era una volta in America / Once upon a time in America (Sergio Leone)

1985
- Il pentito (Pasquale Squitieri)
- La cage aux Folles III - elles se marient (Georges Lautner)
- La gabbia (Giuseppe Patroni Griffi)
- La piovra 2 - serial TV - (Florestano Vancini)
- Red Sonja (Richard Fleischer)
- Via mala - serial TV - (Tom Toelle)

1986
- La Venexiana (Mauro Bolognini)
- The Mission (Roland Joffè)
- Gli occhiali d'oro (Giuliano Montaldo)

1987
- Frantic (Roman Polanski)
- La piovra 3 - serial TV - (Luigi Perelli)
- Mosca addio (Mauro Bolognini)
- Quartiere (Silvano Agosti)
- Rampage (William Friedkin)
- Secret of the Sahara - serial TV - (Alberto Negrin)
- The day before (Giuliano Montaldo)
- Gli intoccabili / The untouchables (Brian De Palma)

1988
- A time of Destiny (Gregory Nava)
- Cinema Paradiso (Giuseppe Tornatore)

1989
- Achille Lauro - tv - (Alberto Negrin)
- Atame! (Pedro Almodovar)
- Vittime di Guerra / Casualties of War (Brian De Palma)
- Fat Man and Little Boy (Roland Joffè)
- Gli angeli del potere - tv - (Giorgio Albertazzi)
- I promessi sposi - serial TV - (Salvatore Nocita)
- La piovra 4 - serial TV - (Luigi Perelli)
- Tempo di uccidere (Giuliano Montaldo)
- The endless game - serial TV - (Bryan Forbes)

1990
- Cacciatori di navi (Folco Quilici)
- Dimenticare Palermo (Francesco Rosi)
- Hamlet (Franco Zeffirelli)
- Italiana petroli (scurtmetraj) (Giuseppe Tornatore)
- La piovra 5 - Il cuore del problema - serial TV - (Luigi Perelli)
- Mio caro dottore Grasler (Roberto Faenza)
- Stanno tutti bene (Giuseppe Tornatore)
- State of Grace (Phil Joanoul)
- Tre colonne in cronaca (Carlo Vanzina)

1991
- Bugsy (Barry Levinson)
- Crossing the Line (David Leland)
- Il principe del deserto - serial TV - (Duccio Tessari)
- La domenica specialmente (Giuseppe Tornatore, Marco Tullio Giordana, Giuseppe Bertolucci)
- La villa del venerdi (Mauro Bolognini)
- Money (Steven Hilliard Stern)
- Piazza di Spagna - serial TV - (Florestano Vancini)

1992
- City of Joy (Roland Joffè)
- Il lungo silenzio (Margarethe von Trotta)
- Jona che visse nella balena (Roberto Faenza)
- La piovra 6 - serial TV - (Luigi Perelli)
- Una storia italiana - tv - (Stefano Reali)

1993
- In the Line of Fire (Wolfgang Petersen)
- La Bibbia: Abramo - tv - (Joseph Sargent)
- La scorta (Ricky Tognazzi)

1994
- Una pura formalità / A pure formality (Giuseppe Tornatore)
- Disclosure (Barry Levinson)
- Il Barone - serial TV - (Enrico Maria Salerno, Richard T. Heffron)
- La notte e il momento (Anna Marie Tato)
- Love affair (Warren Beatty)
- Wolf (Mike Nichols)

1995
- Con rabbia e con amore (Alfredo Angeli)
- L'uomo delle stelle (Giuseppe Tornatore)
- L'uomo proiettile (Silvano Agosti)
- La piovra 7 - serial TV - (Luigi Perelli)
- Pasolini, un delitto italiano (Marco Tullio Giordana)
- Sostiene Pereira (Roberto Faenza)

1996
- I magi randagi (Sergio Citti)
- La lupa (Gabriele Lavia)
- La sindrome di Stendhal (Dario Argento)
- Lolita (Adrian Lyne)
- Ninfa plebea (Lina Wertmuller)
- Nostromo - serial TV - (Alastar Reid)
- Vite strozzate (Ricky Tognazzi)

1997
- U-turn (Oliver Stone)

1998
- Bulworth (Warren Beatty)
- In fondo al cuore - tv - (Luigi Perelli)
- La casa bruciata - tv - (Massimo Spano)
- La leggenda del pianista sull'Oceano (Giuseppe Tornatore)

1999
- Il fantasma dell'opera (Dario Argento)
- Il quarto re (Stefano Reali)
- Ultimo - tv - (Stefano Reali)
- Ultimo 2 - tv - (Stefano Reali)
- I guardiani del cielo (Alberto Negrin)
- Morte di una ragazza perbene (Luigi Perelli)
- What dreams may come (Vincent Ward)

2000
- Canone inverso (Ricky Tognazzi)
- Mission to Mars (Brian De Palma)
- Vatel (Roland Joffè)
- Malèna (Giuseppe Tornatore)

2001
- Gioco di Ripley (Liliana Cavani)
- Aida degli Alberi (Guido Manuli) - animation

2002
- Perlasca, un eroe italiano - tv - (Alberto Negrin)
- Senso 45 (Tinto Brass)
- Un difetto di famiglia - tv - (Alberto Simone)
- Giovanni XXIII - tv - (Ricky Tognazzi)
- Musashi - tv - (Mitsunobi Ozaki)
- La Luz Prodigiosa (Michele Hermoso)

2003
- I Guardiani delle Nuvole (Luciano Odorisio)
- 72 metri (Vladimir Khatinenko)
- Al cuore si comanda (Giovanni Morricone)

2004
- E sorridendo la uccise (Florestano Vancini)
- Sorstalansag (Lajos Voltai)

2005
- Il Cuore nel Pozzo - tv ( Alberto Negrini)
- Cefalonia - tv (Riccardo Dilani)
- Un uomo diventato Papa - tv (Giacomo Battiato)
- Lucia - tv (Pasquale Pozzessere)

2006
- Bartali - tv (Alberto Negrini)
- La provinciale - tv (Pasquale Pozzese)
- Falcone - tv (Antonio e Andrea Frezzia)
- Un Papa rimasto uomo - tv (Giacomo Battiato)
- La sconosciuta . (Giuseppe Tornatore)

2007
- I demoni di San Pietroburgo (Giuliano Mondtaldo)
- L'ultimo dei Corleonesi - TV (Alberto Negrin)
- Tutti le donne della mia vita (Simona Izzo)

2008
- Pane e liberta (Di Vittorio) - TV (Alberto Negrin)
- Risoluzione 819 (Giacomo Battiato)
- Bàaria - La porta del vento (Giuseppe Tornatore)

## Concerte
- 1946

Il mattino per piano e voce
- 1947

Imitazione per piano e voce
Intimità per piano e voce
- 1952

Barcarola funebre per piano
Preludio a una Novella senza titolo per piano
- 1953

Distacco I per piano e voce
Distacco II per piano e voce
Verrà la morte per piano e voce
Oboe sommerso per voci e strumenti
Sonata per ottoni, timpano e pianoforte
- 1954

Musica per orchestra d'archi e pianoforte
- 1955

Cantata per coro e orchestra
Variazioni su tema di Frescobaldi
Sestetto per flauto, oboe, fagotto, violino , viola e violoncello
Trio per clarinetto corno e violoncello
- 1956

Invenzione, Canone e Ricercare per pianoforte
- 1957

Concerto per orchestra 1
3 studi per flauto, clarinetto e fagotto
- 1958

Distanze per violino, violoncello e pianoforte 1958
- 1966

Requiem per un destino per coro e orchestra
- 1969

Suoni per Dino per viola e nastri magnetici
Da molto lontano per soprano e cinque strumenti
Caput coctu show per 8 strumenti e un baritono
- 1972

Proibito per 8 trombe Dedication:
- 1978

Immobile per coro e 4 clarinetti Dedication:
Tre pezzi brevi
- 1979

Bambini del mondo per 18 cori di bambini
Grande violino, piccolo bambino, per voci di bambini, suoni elettronici e orchestra d'archi
- 1980

Gestazione per voce femminile e strumenti, suoni elettronici e orchestra d'archi
- 1981

Totem secondo per 5 fagotti e 2 controfagotti
Due poesie notturne per voce femminile, quartetto d'archi e chitarra
- 1983 - 1989

Quatto Studi "per il pianoforte"
- 1984

Secondo concerto per flauto, violoncello e orchestra
- 1985

Frammenti di Eros - Cantata per soprano, piano e orchestra
- 1986

Rag in frantumi per pianoforte
Il rotondo silenzio della notte per voce femminile, flauto, oboe, clarinetto, piano e quartetto d'archi
- 1988

Refrains - 3 omaggi per 6 per piano e strumenti
Mordenti per clavicembalo
Neumi per clavicembalo
Cantata per L'Europa per soprano, 2 voci recitative, coro e orchestra
Echi per coro femminile o maschile e violoncello
Fluidi per orchestra da camera
Cadenza per flauto e nastro magnetico
- 1989

Studio per contrabbasso
Specchi per ensemble
- 1989 - 1990

Riflessi per violoncello solo
- 1990

frammenti di giochi per violoncello e arpa
4 Anamorfosi latine
- 1991

Una Via Crucis Stazione I "...fate questo in memoria di me..."
UT per tromba, archi e percussione
Terzo concerto per chitarra, marimba e orchestra d'archi
Questo è un testo senza testo per coro di bambini
Una Via Crucis Stazione IX "...Là crocifissero lui e due malfattori..."
- 1991 - 1993

Epitaffi sparsi per soprano , pianoforte e strumenti
- 1992

Una Via Crucis Intermezzo in forma di Croce per orchestra
Una Via Crucis Secondo Intermezzo per orchestra
Una Via Crucis V "...Crucifige!... Crucifige!..."
- 1992 - 1993

Esercizi per 11 archi - I. Monodia interrotta e improvviso canonico
- 1993

Wow! Per voce femminile
Braevissimo (Bravissimo I) per contrabbasso e archi
Vidi Aquam per soprano e un'orchestra piccola
Elegia per Egisto per violino solo
Quarto concerto per organo, due trombe, 2 tromboni e orchestra "Hoc erat in votis"
- 1994

Il silenzio, il gioco, la memoria per coro di bambini
Braevissimo II per contrabbasso ed archi
Braevissimo III per contrabbasso ed archi
Canone breve per 3 chitarre
Canone breve
Monodie I pr chitarra evoce
- 1995

Coprilo di fiori e bandiere
Ave Regina Caelorum per coro, organo ed orchestra
Ricreazione ... Sconcertante
Tanti auguri a te (Happy Birthday to you)
Omaggio
Blitz I,II,III
Corto ma breve
- 1995 - 1996

Lemma (By Andrea ed Ennio Morricone)
Partenope Musica per le sirene di Napoli
A L.P. 1928
- 1996

Scherzo per violino e pianoforte
Passaggio
Flash (2 Canzoncine)
- 1997

Ombra di lontana presenza per viola, archi e nastro magnetico
Il sogno di un uomo ridicolo 3 duetti per violino , viola e voce
Quattro anacoluti per AV
Musica per un fine per coro a quattro voci Orchestra e nastro magnetico
- 1998

Grido per soprano, orchestra d'archi e nastro magnetico ad libitum
Notturno - Passacaglia (3 variazioni)
Amen per 6 cori
Non devi dimenticare per voce, soprano ed orchestra
S.O.S. (Suonare O Suonare )Fanfara
- 1998 - 1999

Il pane spezzato per 12 voci miste, strumenti e archi ad libitum
- 1999

Ode per soprano, voce maschile recitante e orchestra
Per i bambini morti di mafia
Grilli per quatto quartetti
Pietre
Benddammerung, per soprano, pianoforte e strumenti (su testo giovanile di H. Heine)
Grido per soprano e orchestra
Il pane Spezzato per coro e orchestra
- 2000

Flash, II versione per 8 voci e quartetto d'archi
A Paola Bernardi, per due clavicembali
Ode, per soprano e orchestra
- 2000 - 2001

Vivo, per trio d'archi
- 2001

Metamorfosi di Violetta, per quartetto d'archi e clarinetto
Immobile n. 2 per armonica a bocca ed archi
Se questo è un uomo per voce recitante ed archi
Due x due per 2 clavicembali
- 2002

Voci dal silenzio per voce, coro , coro registrato e orchestra commissionato dal Festival Internazionale di Ravenna
Finale per 2 organi eseguito al Festival di Nuova Consonanza
- 2003

Geometrie ricercate per 8 strumenti
- 2004

Cantata Narrazione per Padre Pio (fuori da ogni genere)
- 2005

Frop - per pianoforte a 4 mani
Come un Onda - per violoncello solo o per 2 Violoncelli
- 2006

Sicilo ed altri Frammenti
- 2008

Vuoto d’Anima Piena

## Discografie
- 2002 4CD Box "Io Ennio Morricone" (Meg - Cni)
- 2003 CD/DVD "Arena Concerto" (Euphonia - Warner)CD “Focus” (Universal)
- 2004 Double CD "Voci dal Silenzio" (Arte e Cultura – Decò - Self)
- 2006 Dualdisc "Here’s To You" (Ars Latina - SonyBmg)
- 2007 CD "We all Love Ennio Morricone" (Ars Latina- SonyBmg)
- 2007 DVD Ennio Morricone "Concerto alle Nazioni Unite" (Ars Latina- SonyBmg)
- 2008 CD and DVD "Note di Pace" (Ars Latina XNOTE)

## Premii
- 1967 — Diapazonul de Aur
- 1969 — Premiul Spoleto Cinema
- 1970 — Discul de Argint pentru Metti una sera a cena
- 1971 — Discul de Argint pentru Sacco e Vanzetti
- 1972 — Cork Film International pentru La califfa
- 1979 — Nominalizare la Oscar pentru Days of Heaven
- 1979 — Premiul Vittorio de Sica
- 1981 — Premiul Criticii Discografice pentru Il prato
- 1984 — Premiul Zurlini
- 1985 — Discul de Argint și BAFTA pentru Once Upon A Time In America
- 1986 — Nominalizare la Oscar, BAFTA și Globul de Aur pentru The Mission
- 1986 — Premiul Vittorio de Sica
- 1988 — Discul de Argint, BAFTA, Premiul Grammy și Nominalizare la Oscar pentru The Untouchables
- 1988 — David di Donatello pentru Gli occhiali d'oro
- 1989 — David di Donatello pentru Nuovo Cinema Paradiso
- 1989 — Ninth Annual Ace Winner pentru Il giorno prima
- 1989 — Leopardul de aur pentru întreaga carieră (Locarno Film Festival)
- 1990 — BAFTA, Prix Fondation Sacem del XLIII Festivalul de Film de la Cannes și David di Donatello pentru Nuovo Cinema Paradiso
- 1991 — David di Donatello pentru Stanno tutti bene
- 1992 — Nominalizare la Oscar pentru Bugsy
- 1992 — Pentagrama de Aur
- 1992 — Premiul Michelangelo
- 1992 — Grolla d'oro alla carriera (Saint Vincent)
- 1993 — David di Donatello și Efebo d'Argento pentru Jonas che visse nella balena
- 1993 — Globul de Aur Stampa estera in Italia
- 1993 — Marele Premiu SACEM audiovisivi
- 1994 — ASCAP Golden Soundtrack award (Los Angeles)
- 1995 — Premiul Rota
- 1995 — Leul de Aur (Festivalul de Film de la Veneția)
- 1996 — Premiul Cappelli
- 1996 — Premiul Accademia di Santa Cecilia
- 1997 — Premiul Flaiano
- 1998 — Premiul Columbus
- 1999 — Erich Wolfgang Korngold Internationaler Preis für Film
- 1999 — Exsquibbidles Film Academy lifetime achievement award
- 2000 — Globul de Aur pentru The Legend of 1900 (1998)
- 2000 — David di Donatello pentru Canone inverso
- 2000 — Nominalizare la Oscar pentru Malèna
- 2003 — Vulturul de Aur pentru 72 Meters
- 2003 — Honorary Senator of the Filmscoring Class of the Hochschule für Musik und Theater München
- 2006 — Grand Officer award from Carlo Azeglio Ciampi
- 2007 — Honorary Academy Award pentru întreaga activitate
- 2007 — Premiul pentru cinematografie și coloană sonoră decernat pentru întreaga activitate